# Blancanieve y Rojarosa
Blancanieve y Rojarosa (Schneeweißchen und Rosenrot) es un cuento de hadas recogido por los hermanos Grimm.
En la colección de cuentos de los hermanos Grimm, Blancanieve y Rojarosa (Schneeweißchen und Rosenrot) es el n.º 161. Corresponde al tipo 426 de la clasificación de Aarne-Thompson: Las dos muchachas, el oso y el enano.

## Argumento
El cuento narra la historia de Blancanieve y Rojarosa, dos niñas hijas de una pobre y buena mujer viuda que vivía en una casita en un claro del bosque. Ambas niñas eran muy buenas y se querían mucho. Su madre era muy cariñosa con ellas.
Una tarde de invierno, Blancanieve y Rojarosa vieron fuera a un oso en la nieve, llamando a la puerta. Rojarosa abrió y vio al oso. Primero se asustó, pero el oso le dijo que no temiera. "Estoy medio congelado y simplemente quiero calentarme un poco en tu casa", dijo él. Las hermanas dejaron entrar al oso, que se acostó delante del fuego. Blancanieve y Rojarosa le quitaron la nieve al oso y rápidamente se hicieron amigos. Jugaban con el oso y lo hacían rodar juguetonamente.
Las niñas dejaban que el oso pasara la noche enfrente del fuego y por la mañana él se marchaba, caminando entre los árboles. El oso regresó todas las noches durante el resto del invierno y la familia ya se había acostumbrado a él. Cuando llegó el verano, el oso les dijo que se iba a otra parte por un tiempo, a cuidar su tesoro de un duende malvado. Durante el verano, las niñas caminaban por el bosque cuando vieron un duende que tenía su barba pegada a un árbol. Las niñas lo rescataron al cortarle la barba, pero el duende fue desagradecido, y les gritó por haberle cortado su hermosa barba. Las muchachas se encontraron al duende varias veces más ese verano, y cada vez que lo rescataban de algún peligro el duende se mostraba desagradecido.
Pero un día nuevamente se encontraron con el duende, y como siempre, este estaba metido en algún peligro. Esta vez estaba aterrorizado porque el oso lo iba a matar. El duende le pidió clemencia al oso, diciéndole que se comiera a las niñas en vez de a él, pero el oso no le prestó atención y mató al enano con un golpetazo de su pata. Entonces el oso se convirtió en un apuesto y encantador príncipe, pues resultó que el duende había embrujado al príncipe para robarle su oro al convertirlo en oso, pero la maldición fue rota con la muerte del duende. Poco después, Blancanieve se casó con el príncipe y Rojarosa con el hermano de él.

## Traducción de sus nombres
Los nombres de las protagonistas no siguieron siempre un patrón fiel y homogéneo en sus traducciones al idioma español. Así, Schneeweißchen, con el significado en alemán de «blanca como la nieve», se traducía y escribía como Blancanieves (dando pie a la confusión con otro personaje infantil ajeno llamado Blancanieves), Blanca Nieve o Nieve Blanca. Y Rosenrot, que en alemán significaba «roja como una rosa» (en alusión a la flor de mismo nombre), se lo traducía como Rosa Roja, Rosarroja o con el nombre alternativo de Rojaflor. 

## En otros idiomas
- Alemán - Schneeweißchen und Rosenrot
- Catalán - Blancaneus i Vermellarosa
- Francés - Blanche-Neige et Rouge-Rose
- Español - Blanca Nieves y Roja Rosa
- Holandés - Sneeuwwitje en Rozerood
- Húngaro - Hófehérke és Rózsapiros
- Italiano - Biancaneve e Rossarosa
- Inglés - Snow White and Rose Red
- Portugués - Branca de Neve e Vermelha de Rosa